# Viburnum longipedunculatum
Viburnum longipedunculatum är en desmeknoppsväxtart som först beskrevs av Ping Sheng Hsu, och fick sitt nu gällande namn av Ping Sheng Hsu. Viburnum longipedunculatum ingår i släktet olvonsläktet, och familjen desmeknoppsväxter. Inga underarter finns listade i Catalogue of Life.